# Agnosticismul ateu
Ateismul agnostic, cunoscut și sub denumirea de agnosticism ateu, reprezintă o poziție filozofică ce îmbină atât ateismul, cât și agnosticismul. Ateii agnostici nu cred în existența vreunei divinități, dar afirmă că existența unei entități divine sau a unor divinități este fie necunoscută în principiu, fie în prezent necunoscută în fapt.
Ateul agnostic poate fi contrastat cu teistul agnostic, care crede că una sau mai multe divinități există, dar consideră că existența sau inexistența acestora este necunoscută sau nu poate fi cunoscută.

## Istorie

Populația nereligioasă în funcție de țară, 2010

Una dintre cele mai timpurii definiții ale ateismului agnostic aparține teologului și filozofului Robert Flint, care a discutat această idee în prelegerile sale Croall din 1887-1888, publicate ulterior în 1903 sub titlul Agnosticism.
Ateul poate fi, totuși, și nu este rar, un agnostic. Există un concept de ateism agnostic sau agnosticism ateu, iar combinația dintre ateism și agnosticism nu este neobișnuită.
Dacă o persoană nu a găsit un motiv convingător pentru a crede în existența lui Dumnezeu, este perfect natural și rațional ca aceasta să nu creadă în Dumnezeu; și, dacă este cazul, el este un ateu. Dacă, după o investigație asupra naturii și limitelor cunoașterii umane, ajunge la concluzia că existența lui Dumnezeu nu poate fi dovedită, încetează să creadă în ea din cauza imposibilității de a ști că este adevărat. Astfel, el devine un agnostic și, prin urmare, și un ateu – un ateu agnostic – un ateu pentru că este un agnostic. Așadar, este eronat să identificăm agnosticismul cu ateismul; este la fel de eronat să le separăm astfel încât unul să fie exclusiv față de celălalt.
În 1885, Robert G. Ingersoll, cunoscut popular ca „Marele Agnostic”, și-a exprimat perspectiva comparativă asupra agnosticismului și ateismului, spunând:
„Agnosticul este un ateu. Ateul este un agnostic. Agnosticul spune: ‘Nu știu, dar nu cred că există vreun Dumnezeu.’ Ateul spune același lucru.”

## Argumente epistemologice
Ateismul epistemologic sau agnostic susține că oamenii nu pot cunoaște sau determina existența lui Dumnezeu. Fundamentul acestui tip de ateism este agnosticismul, care ia forme variate. În filosofia imanentului, divinitatea este inseparabilă de lume și de mintea umană, iar conștiința fiecărei persoane este limitată la subiectivitate. Potrivit acestei forme de agnosticism, această limitare a perspectivei împiedică orice inferență obiectivă de la credința într-un Dumnezeu la afirmații privind existența sa.
Agnosticismul raționalist al lui Kant și iluminismul acceptă doar cunoașterea dedusă prin raționalitatea umană; această formă de ateism susține că zeii nu sunt perceptibili ca principiu și, prin urmare, nu pot fi cunoscuți ca existând. Scepticismul, bazat pe ideile lui Hume, afirmă că certitudinea cu privire la orice este imposibilă, astfel că nimeni nu poate ști cu siguranță dacă un Dumnezeu există sau nu. Hume, totuși, a susținut că astfel de concepte metafizice neobservabile ar trebui respinse ca „sofism și iluzie.”
Alocarea agnosticismului către ateism este contestată; de asemenea, poate fi considerată o viziune independentă.
Alte argumente pentru ateism, care pot fi clasificate ca epistemologice sau ontologice, inclusiv pozitivismul logic și ignosticismul⁠(d), susțin lipsa de sens sau de inteligență a termenilor fundamentali, cum ar fi „Dumnezeu”, și a afirmațiilor precum „Dumnezeu este atotputernic.” Noncognitivismul teologic susține că afirmația „Dumnezeu există” nu exprimă o propoziție și este, prin urmare, lipsită de sens sau cognitiv fără înțeles. A fost argumentat în ambele sensuri dacă astfel de indivizi pot fi clasificați într-o formă de ateism sau agnosticism. Filozofii A. J. Ayer și Theodore M. Drange⁠(d) resping ambele categorii, afirmând că ambele tabere acceptă „Dumnezeu există” ca pe o propoziție, plasând noncognitivismul într-o categorie proprie.